# Lasiolat (plaats)
Lasiolat is een bestuurslaag in het regentschap Belu van de provincie Oost-Nusa Tenggara, Indonesië. Lasiolat telt 677 inwoners (volkstelling 2010).